# Список станцій Єреванського метрополітену
Це перелік станцій Єреванського метрополітену — системи ліній метрополітену в Єревані (Вірменія).

## Діючі станції
- «Барекамуцюн» (вірм. Բարեկամություն — Дружба)

відкрита 7 березня 1981
колонна, глибокого закладення
- «Маршал Баграмян» (вірм. Մարշալ Բաղրամյան) — Маршал Баграмян, колишня «Сараланджі» (вірм. Սարալանջի)

відкрита 7 березня 1981
колонна, глибокого закладення
- «Єрітасардакан» (вірм. Երիտասարդական — Молодіжна)

відкрита 7 березня 1981
пілонна, глибокого закладення
- «Анрапетуцян Храпарак» (вірм. Հանրապետության Հրապարակ — Площа Республіки), колишня «Леніни храпарак» (вірм. Լենինի Հրապարակ — Площа Леніна)

відкрита в грудні 1981
пілонна, глибокого закладення
- «Зоравар Андранік» (вірм. Զորավար Անդրանիկ — Зоравар Андранік), колишня «Октемберян» (вірм. Հոկտեմբերյան — Жовтнева)

відкрита 2 грудня 1989
пілонна, глибокого закладення
- «Сасунци Давід» (вірм. Սասունցի Դավիթ — Давид Сасунський)

відкрита 7 березня 1981
наземна, з острівною платформою
- «Горцаранаїн» (вірм. Գործարանային — Заводська)

відкрита 11 липня 1983
наземна, з острівною платформою
- «Шенгавіт» (вірм. Շենգավիթ)

відкрита 26 грудня 1985
односводчата, мілкого закладення
- «Гарегін Нжде храпарак» (вірм. Գարեգին Նժդեհի Հրապարակ — Площа Гарегіна Нжде), колишня «Спандарян храпарак» (вірм. Սպանդարյան Հրապարակ — Площа Спандаряна)

відкрита 4 січня 1987
пілонна, глибокого закладення
- «Чарбах» (вірм. Չարբախ)

відкрита 26 грудня 1996
наземна одноколійна (сполучена зі станцією «Шенгавіт» човниковим потягом)

## Споруджувані станції
- «Ачапняк» (вірм. Չարբախ) — споруджувана надземна станція метро, що мала відкритися разом з рештою діючих станцій, однак не була збудована через фінансову кризу до та після розпаду СРСР. Роботи зі спорудження цієї станції та мосту над рікою Раздан мають розпочатися до кінця 2024 року.[1][2]
- «Назарбекян» (вірм. Չարբախ) — споруджувана підземна станція метро, після відкриття стане північною кінцевою станцією лінії. Будівництво має розпочатися після відкриття станції «Ачапняк».[3] Названа на честь Товмаса Назарбекяна.
- «Давташен» (вірм. Դավթաշեն), інша назва «Давідашен» (вірм. Դավիթաշեն) — проєктована підземна станція метро в однойменному районі. Знаходитиметься на відгалуженні від основної лінії або стане північною кінцевою станцією замість «Назарбекян».[1]
- «Петак» (вірм. Փեթակ) — проєктована наземна станція метро, має бути споруджена на наземному перегоні між станціями «Зоравара Андраніка» та «Давида Сасунського». Назву дістала від однойменного універмагу поблизу.[4]

## Див/ також
- Єреванський метрополітен